# Secret Escapes
Secret Escapes är ett brittiskt reseföretag som säljer rabatterade hotell och resor till medlemmar genom sin webbplats och mobilapp. Secret Escapes verkar i bland annat Sverige, Belgien, Danmark, Tyskland, Italien, Nederländerna, Norge, Rumänien, Spanien, Storbritannien och USA.

## Historia
Secret Escapes lanserades 2010 av Tom Valentine och Alex Saint efter att de identifierat nya önskemål bland resenärer i Storbritannien. 2013 lanserades Secret Escapes i Sverige och under 2014 förvärvade företaget även den tyska hotellbokningsapplikationen Justbook för att kunna konkurrera med andra mobila applikationer.
I juli 2015 säkrade företaget ytterligare 60 miljoner dollar i finansiering från den befintliga investeraren Octopus Investments samt Google Ventures för att finansiera ytterligare expansioner. Företaget förvärvade även brittiska mycityvenue och fick ytterligare 1 200 fastigheter och 1,4 miljoner nya medlemmar.
I oktober 2015 fortsatte Secret Escapes expansionen i Tyskland genom att förvärva Travista  och i augusti 2017 förvärvades även Prag-baserade Slevomat Group. I samband med förvärvet blev Secret Escapes Europas största förmedlare inom hotell- och resedeals.  I oktober 2017 tog företaget in 111 miljoner dollar, motsvarande 901 miljoner kronor, genom en Series-D som leddes av Singaporebaserade Temasek.